# Vilson Dias de Oliveira
Dom Vilson Dias de Oliveira (Guaíra, 26 novembre 1958) è un vescovo cattolico brasiliano, dal 17 maggio 2019 vescovo emerito di Limeira.

## Biografia
Monsignor Vilson Dias de Oliveira è nato a Guaíra il 26 novembre 1958 ed è figlio di João Dias de Oliveira e Elza Atayde de Souza Oliveira.

### Formazione e ministero sacerdotale
Nel 1970 è entrato nel seminario minore dei padri dottrinari della sua città natale. I dottrinari si ispirano al carisma del beato padre César de Bus (1544-1607).
Ha compiuto gli studi di filosofia nell'Istituto "Mater Ecclesiae" nella diocesi di Ponta Grossa e quelli di teologia nell'Istituto teologico "San Paolo". Ha ottenuto la licenza in teologia pastorale con una tesi sulla catechesi con gli adolescenti presso la Pontificia facoltà di teologia "Nostra Signora Assunta" a San Paolo. Nell'anno accademico 1989-1990 ha compiuto anche studi di aggiornamento teologico-pastorale presso la Pontificia università urbaniana a Roma.
Il 2 febbraio 1978 ha pronunciato i primi voti nella sua città natale. Il 18 febbraio 1982 ha emesso la professione solenne a San Paolo.
Il 28 agosto 1983 è stato ordinato diacono e il 22 aprile 1984 presbitero. In seguito è stato parroco della parrocchia di San Pietro Apostolo e superiore della comunità di Itá dal 1984 al 1988; coordinatore diocesano delle comunità ecclesiali di base della diocesi di Chapecó dal 1985 al 1988; vicario parrocchiale e superiore della comunità di Itanhaém nel 1989; parroco della parrocchia "San Domenico" della diocesi di Chapecó dal 1990 al 1993; parroco della parrocchia "San Francesco di Sales" a San Paolo e coordinatore della catechesi della regione episcopale Ipiranga dell'arcidiocesi di San Paolo; assessore per la dimensione biblico-catechetica della Conferenza nazionale dei vescovi del Brasile dal 1999 al 2003; vicario parrocchiale della parrocchia di San Giovanni Battista per sette mesi nel 2003 e parroco della parrocchia di "Nostra Signora della Concezione" a Ilhabela dal 2003 al 2007. Nella diocesi di Caraguatatuba è stato anche consigliere del comitato per la comunicazione e la cooperazione tra Chiese nei campi della missione e del programma di sensibilizzazione permanente.
Con il trasferimento di monsignor Fernando Mason, il 25 luglio 2005, è stato eletto amministratore diocesano, incarico che ha mantenuto fino all'ingresso del nuovo vescovo, monsignor Antônio Carlos Altieri, il 5 novembre 2006. È tornato quindi al suo ministero parrocchiale. Alla fine di maggio del 2007 è stato nominato membro del collegio dei consultori della diocesi di Caraguatatuba.

### Ministero episcopale
Il 13 giugno 2007 papa Benedetto XVI lo ha nominato vescovo di Limeira. Ha ricevuto l'ordinazione episcopale il 1º settembre successivo dall'arcivescovo metropolita di Aparecida Raymundo Damasceno Assis, co-consacranti il vescovo di Caraguatatuba Antônio Carlos Altieri e il vescovo emerito di Corumbá José Alves da Costa. È il secondo vescovo del suo ordine. Ha preso possesso della diocesi il 15 settembre 2007.
La diocesi di Limeira si estende in 16 comuni ed è composta da 80 parrocchie e 6 quasi-parrocchie. Egli ha cercato di essere il punto di unione per le varie opere diocesane, promuovendo in tal modo l'istituzione del Regno di Dio. Nel suo ministero episcopale, monsignor de Oliveira ha ordinato 47 sacerdoti diocesani (al febbraio del 2016) e 3 presbiteri religiosi; ha cresimato circa 40 000 giovani; ha create 36 nuove parrocchie; ha ordinato 23 diaconi permanenti e 47 diaconi transeunti. I trasferimenti di sacerdoti hanno dato inoltre nuovo slancio al lavoro pastorale di questa diocesi.
Nel novembre del 2009 ha compiuto la visita ad limina.
Pochi mesi dopo la sua ordinazione episcopale, nel dicembre del 2007, è stato invitato da monsignor Raymundo Damasceno Assis ad assumere l'incarico di delegato per pastorale della comunicazione della regione ecclesiastica Sud 1. Ha esercitato questa funzione per quattro anni, ovvero fino a quando nel 2011, su invito del cardinale Odilo Pedro Scherer, è divenuto delegato per la catechesi della stessa regione. Ha mantenuto questo incarico fino all'agosto del 2015. Dal 2012 al 2015 è stato anche presidente della sottocommissione per la provincia ecclesiastica di Campinas.
Alla fine di gennaio del 2019 dom Vilson e padre Leandro Ricardo sono stati accusati dai media di appropriazione indebita. Padre Leandro è stato sospeso dal suo ordine e accusato dalla magistratura di abuso sessuale di minori nelle parrocchie in cui è passato. Il caso segue in maniera riservata il corso della giustizia. A febbraio il nunzio apostolico Giovanni d'Aniello ha organizzato un'indagine canonica che stata condotta da monsignor João Inácio Müller, vescovo di Lorena a febbraio. Ad aprile monsignor de Oliveira ha ammesso di aver sottratto fondi della Chiesa per suo uso personale.
Il 17 maggio 2019 papa Francesco ha accettato la sua rinuncia al governo pastorale della diocesi e ha nominato monsignor Orlando Brandes amministratore apostolico della stessa.

## Genealogia episcopale e successione apostolica
La genealogia episcopale è:
- Cardinale Scipione Rebiba
- Cardinale Giulio Antonio Santori
- Cardinale Girolamo Bernerio, O.P.
- Arcivescovo Galeazzo Sanvitale
- Cardinale Ludovico Ludovisi
- Cardinale Luigi Caetani
- Cardinale Ulderico Carpegna
- Cardinale Paluzzo Paluzzi Altieri degli Albertoni
- Papa Benedetto XIII
- Papa Benedetto XIV
- Papa Clemente XIII
- Cardinale Marcantonio Colonna
- Cardinale Giacinto Sigismondo Gerdil, B.
- Cardinale Giulio Maria della Somaglia
- Cardinale Carlo Odescalchi, S.I.
- Cardinale Costantino Patrizi Naro
- Cardinale Lucido Maria Parocchi
- Arcivescovo Adauctus Aurélio de Miranda Henriques
- Arcivescovo Moisés Ferreira Coelho
- Arcivescovo José de Medeiros Delgado
- Cardinale José Freire Falcão
- Cardinale Raymundo Damasceno Assis
- Vescovo Vilson Dias de Oliveira, D.C.

La successione apostolica è:
- Vescovo José Carlos Brandão Cabral (2013)